# Stamnodes catastrophata
Stamnodes catastrophata là một loài bướm đêm trong họ Geometridae.